# پنگشی
پنگشی (به لاتین: Pengxi County) یک شهرستان در جمهوری خلق چین است که در سوینینگ واقع شده‌است.